# Žužabče
Žužabče (nemško Sussawitsch) je naselje občine Štefan na Zilji v okraju Šmohor na Koroškem v Avstriji.